# Volvo V60
Volvo V60 är kombiversionen av andra generationens Volvo S60. Tidigare hade V70 varit kombiversionen av S60, men när den nya generationen kom blev V70 istället kombiversionen av S80, medan S60 fick en kombi i form av V60, som blev den minsta Volvo-kombin när V50 lades ner. Den mindre V40 som ersatte S40/V50 fanns aldrig som kombi.

## Första generationen (2010–2018)
Volvo gjorde V60 officiell den 5 juli 2010 med bilder och diverse information. Bilen lanserades på Paris motorshow den 2 oktober 2010 som ersättare till Volvo V50. Modellen tillverkas i Torslanda-fabriken i Göteborg.
Under 2013, till modellår 2014, upgraderades modellen med bland annat ny front och instrumentering. Vissa av motoralternativen kommer från Ford, ett resultat av att Ford ägde Volvo från 1999-2010. Dessa motorer har bytts ut och från modellår 2016 kommer samtliga motorer vara Volvos egna och uppfyller miljöklass Euro 6. Bilar med VEA dieselmotor D2, D3 eller D4 är klassade som miljöbilar. D5 och D6 AWD Twin Engine klassas som supermiljöbil.

### Modeller och motorprogram
Bensin
| Modellnamn               | Effekt (hk@rpm) | Vridmoment (Nm@rpm) | Volym (cm³) | Motormodell | Kommentar                                                                  |
| ------------------------ | --------------- | ------------------- | ----------- | ----------- | -------------------------------------------------------------------------- |
| T3 (2011-2015 )          | 150@5700        | 240@1600-4000       | 1596        | B4164T3     | Rak fyrcylindrig bensinmotor med turbo och direktinsprutning               |
| T3 (aut) (2016- )        | 152@5000        | 250@1700-4000       | 1498        | B4154T4     | Rak fyrcylindrig bensinmotor med turbo och direktinsprutning               |
| T3 (man) (2016- )        | 152@5000        | 250@1700-4000       | 1969        | B4204T37    | Rak fyrcylindrig bensinmotor med turbo och direktinsprutning               |
| T4 (2011-2015 )          | 180@5700        | 240@1600-5000       | 1596        | B4164T      | Rak fyrcylindrig bensinmotor med turbo och direktinsprutning               |
| T4 (2016- )              | 190@4700        | 300@1300-4000       | 1969        | B4204T19    | Rak fyrcylindrig bensinmotor med turbo och direktinsprutning               |
| 2.0T (2010)              | 203@6000        | 300@1750-4000       | 1999        | B4204T6     | Rak fyrcylindrig bensinmotor med turbo och direktinsprutning               |
| T5 (2011-2014)           | 240@5500        | 320@1800-5000       | 1999        | B4204T7     | Rak fyrcylindrig bensinmotor med turbo och direktinsprutning               |
| T5 (2014- )              | 245@5500        | 350@1500-4800       | 1969        | B4204T11    | Rak fyrcylindrig bensinmotor med turbo                                     |
| T6 (2014- )              | 306@5700        | 400@2100-4500       | 1969        | B4204T9     | Rak fyrcylindrig bensinmotor med turbo och kompressor                      |
| T6 AWD (2010-2015)       | 304@5600        | 440@2100-4200       | 2953        | B6304T4     | Rak sexcylindrig bensinmotor med turbo                                     |
| T6 Polestar AWD (2014- ) | 350@5250        | 500@2800-4750       | 2953        | B6304T5     | Rak sexcylindrig bensinmotor med turbo. Specialutgåva i begränsad upplaga. |

Diesel
| Modellnamn            | Effekt (hk@rpm) | Vridmoment (Nm@rpm) | Volym (cm³) | Motormodell | Kommentar                              |
| --------------------- | --------------- | ------------------- | ----------- | ----------- | -------------------------------------- |
| D2 DRIVe (2011-2015 ) | 115@3600        | 270@1750-2500       | 1560        | D4162T      | Rak fyrcylindrig dieselmotor med turbo |
| D2 (2016- )           | 120@3750        | 280@1500-2250       | 1969        | D4204T20    | Rak fyrcylindrig dieselmotor med turbo |
| D3 (2010-2012)        | 163@3500        | 400@1500-2750       | 1984        | D5204T3     | Rak femcylindrig dieselmotor med turbo |
| D3 (2013-2015)        | 136@3500        | 350@1500-2250       | 1984        | D5204T7     | Rak femcylindrig dieselmotor med turbo |
| D3 (2016-)            | 150@3750        | 320@1750-3000       | 1969        | D4204T9     | Rak fyrcylindrig dieselmotor med turbo |
| D4 (2013-2014)        | 163@3500        | 400@1500-2750       | 1984        | D5204T3     | Rak femcylindrig dieselmotor med turbo |
| D4 (2014-2015 )       | 181@4250        | 400@1750-2500       | 1969        | D4204T5     | Rak fyrcylindrig dieselmotor med turbo |
| D4 (2016- )           | 190@4250        | 400@1750-2500       | 1969        | D4204T14    | Rak fyrcylindrig dieselmotor med turbo |
| D4 AWD (2013-2014)    | 163@4000        | 420@1500-2500       | 2400        | D5244T17    | Rak femcylindrig dieselmotor med turbo |
| D4 AWD (2014-2015 )   | 181@4250        | 420@1500-2500       | 2400        | D5244T12    | Rak femcylindrig dieselmotor med turbo |
| D4 AWD (2016- )       | 190@4000        | 420@1500-2500       | 2400        | D5244T21    | Rak femcylindrig dieselmotor med turbo |
| D5 man (2010-2015 )   | 215@4000        | 420@1500-3250       | 2400        | D5244T11    | Rak femcylindrig dieselmotor med turbo |
| D5 aut (2010-2015 )   | 215@4000        | 440@1500-3000       | 2400        | D5244T15    | Rak femcylindrig dieselmotor med turbo |
| D5 AWD (2010-2015 )   | 215@4000        | 440@1500-3000       | 2400        | D5244T15    | Rak femcylindrig dieselmotor med turbo |
| D5 (2016- )           | 225@4250        | 470@1750-2500       | 1969        | D4204T11    | Rak fyrcylindrig dieselmotor med turbo |

Övrigt
| Modellnamn             | Effekt (hk@rpm) | Vridmoment (Nm@rpm) | Volym (cm³) | Motormodell | Kommentar                                                           |
| ---------------------- | --------------- | ------------------- | ----------- | ----------- | ------------------------------------------------------------------- |
| T4F (2011-2015 )       | 180@5700        | 240@1600-5000       | 1596        | B4164T2     | Rak fyrcylindrig E85/bensinmotor med turbo och direktinsprutning    |
| D5 Hybrid (2016- )     | 163@4000        | 420@1500-2500       | 2400        | D87PHEV     | Rak femcylindrig dieselmotor med turbo samt elmotor för hybriddrift |
| D6 Hybrid (2013-2015 ) | 215@4000        | 420@1500-3250       | 2400        | D5244T11    | Rak femcylindrig dieselmotor med turbo samt elmotor för hybriddrift |
| D6 Hybrid (2016- )     | 220@4000        | 440@1500-3000       | 2400        | D97PHEV     | Rak femcylindrig dieselmotor med turbo samt elmotor för hybriddrift |
| Bi-Fuel (2014-2015 )   | 213@6000        | 300@2700-5000       | 1984        | B5204T9     | Rak femcylindrig gas/bensinmotor med turbo och direktinsprutning    |
| Bi-Fuel (2016- )       | 245@5500        | 350@1500-4800       | 1969        | B4204 T11   | Rak fyrcylindrig gas/bensinmotor med turbo och direktinsprutning    |

## Tillverkad
| År    | Volvo V60 | Volvo V60 Cross Country | Summa    |
| ----- | --------- | ----------------------- | -------- |
| 2010  | ≈         |                         |          |
| 2011  | ≈         |                         |          |
| 2012  | ≈         |                         |          |
| 2013  | ≈         |                         |          |
| 2014  | ≈ 61 977  | 0                       | ≈ 61 977 |
| 2015  | ≈ 51 333  | ≈ 10 008                | ≈ 61 341 |
| 2016  | ≈ 60 637  |                         |          |
| 2017  | ≈ 51 911  |                         |          |
| Summa |           |                         |          |

## Andra generationen (2018- )
Andra generationen V60 presenterades för inbjudna motorjournalister den 21 februari 2018 på Lidingö. Den publika lanseringen inträffade på Internationella bilsalongen i Genève den mars 2018.

### Motorprogram
| Modellnamn         | Effekt hk(kW)@rpm | Vridmoment Nm@rpm | Cyl-volym | Beteckning | Beskrivning                                              |
| ------------------ | ----------------- | ----------------- | --------- | ---------- | -------------------------------------------------------- |
| D3                 | 150 (110) @ 3750  | 320 @ 1750-3000   | 1969 cm3  | D4204T16   | Rak 4-cyl dieselmotor med turbo                          |
| D4                 | 190 (140) @ 4250  | 400 @ 1750-2500   | 1969 cm³  | D4204T14   | Rak 4-cyl dieselmotor med dubbelturbo                    |
| T6                 | 310 (228) @ 5700  | 400 @ 2200-5100   | 1969 cm³  | B4204T29   | Rak 4-cyl bensinmotor med turbo och kompressor           |
| T6 Twin Engine AWD | 340 (250) @       | 590 @             | 1969 cm³  | B4204T46   | Rak 4-cyl bensinmotor med turbo + elmotor                |
| T8 Twin Engine AWD | 390 (287) @       | 640 @             | 1969 cm³  | B4204T34   | Rak 4-cyl bensinmotor med turbo och kompressor + elmotor |

## Tillverkad
| År    | Volvo V60 |
| ----- | --------- |
| 2018  | ≈ 54 095  |
| 2019  | ≈ 68 577  |
| 2020  | ≈ 64 900  |
| 2021  | ≈ 56 100  |
| 2022  | ≈ 42 900  |
| 2023  |           |
| 2024  |           |
| Summa |           |